# 甲基绿
甲基绿（CI 42585）是和煌绿相关的染色阳离子，后者早在19世纪就用于对DNA染色。它一直作为经典Unna-Pappenheim染色的一部分用于染色细胞核，也用于细胞核的对比染色。
近年来，甲基绿与DNA结合时的荧光性质使其可用于活细胞核的远红外线成像。荧光DNA染色通常用于预测癌症。在琼脂糖凝胶、荧光测定和流式细胞术中，甲基绿也可作为DNA的替代染色剂。它还可以用作细胞的排除活力染色剂。甲基绿和DNA的相互作用是非插层的，也就是说甲基绿没有插入DNA，而是和DNA的大沟以静电相互作用。
在中性水溶液中用244或388 nm的光激发时，甲基绿就会分别在488或633 nm处产生荧光。DNA是否存在不会影响甲基绿的荧光性质。在中性水溶液中和DNA结合时，甲基绿也会在远红光中发出荧光，最大激发波长为633 nm，最大发射波长则为677 nm。
商业的甲基绿试剂经常有结晶紫杂质，它们可以通过氯仿萃取除去。